# Спивак, Евгения Петровна
Евге́ния Петро́вна Спива́к (1935 — ?) — советская доярка, звеньевая колхоза «Россия» села Княжье Гороховского района Волынской области (затем — Сокальского района Львовской области). Герой Социалистического Труда. Депутат Львовского областного совета депутатов трудящихся 12—14-го созывов (1969—1975).

## Биография
Родилась в крестьянской семье.
С 1950-х годов — доярка, затем звеньевая колхоза «Россия» села Княжье Гороховского района Волынской области (с января 1961 года — Сокальского района Львовской области).
26 февраля 1958 года получила звание Героя Социалистического Труда с вручением ордена Ленина и золотой медали «Серп и молот» за высокие достижения в животноводстве.
После выходы на пенсию проживала в селе Княжье Сокальского района Львовской области.

## Награды
- Герой Социалистического Труда (26.02.1958)
- орден Ленина (26.02.1958)
- прочие ордена
- медали